# Базилика Константина (Трир)
Базилика Константина — римская базилика в Трире, служившая первоначально залом для собраний. Возведена Константином Великим предположительно в 310 году в качестве тронного зала. Внутри зал был украшен мрамором, в нишах располагались статуи, кирпичная кладка оштукатурена, помещение отапливалось. В Средние века базилика служила резиденцией архиепископа. В XVII веке зал был встроен в замок курфюрста. В 1856 году базилика была передана евангелической церкви и с тех пор в ней проходят службы. Во время Второй мировой войны здание сильно пострадало при пожаре, и было позднее реконструировано.
Внутреннее помещение 67 метров длиной, 27,2 шириной и 33 в высоту, толщина стен до 2,7 метров. Базилика Константина находится в списке ЮНЕСКО.